# Tikamgarh
Tikamgarh là một thành phố và khu đô thị của quận Tikamgarh thuộc bang Madhya Pradesh, Ấn Độ.

## Nhân khẩu
Theo điều tra dân số năm 2001 của Ấn Độ, Tikamgarh có dân số 68.572 người. Phái nam chiếm 53% tổng số dân và phái nữ chiếm 47%. Tikamgarh có tỷ lệ 71% biết đọc biết viết, cao hơn tỷ lệ trung bình toàn quốc là 59,5%: tỷ lệ cho phái nam là 77%, và tỷ lệ cho phái nữ là 63%. Tại Tikamgarh, 15% dân số nhỏ hơn 6 tuổi.